# Józef Marecki
Józef Marecki (ur. 31 stycznia 1957 w Krośnie) – polski duchowny rzymskokatolicki, historyk i archiwista, profesor nauk humanistycznych, w latach 2016–2023 członek Kolegium Instytutu Pamięci Narodowej.

## Życiorys
Absolwent Pedagogicznego Studium Technicznego w Rzeszowie (1979). Ukończył następnie studia na Wydziale Teologicznym Papieskiej Akademii Teologicznej w Krakowie. Święcenia kapłańskie przyjął w 1986 r. w zakonie ojców kapucynów. Później został księdzem diecezjalnym. Przez dwa lata pełnił posługę w Stalowej Woli, następnie został oddelegowany do pracy naukowej. Doktoryzował się w 1992 na PAT na podstawie rozprawy zatytułowanej Dzieje Krakowskiej Prowincji Ojców Kapucynów w okresie II wojny światowej (1939–1945). Stopień doktora habilitowanego uzyskał w 2001 na Wydziale Historii Kościoła PAT w oparciu o pracę pt. Dzieje Zakonu Kapucynów w okresie II Rzeczypospolitej. Tytuł naukowy profesora nauk humanistycznych otrzymał 13 grudnia 2011.
Zawodowo związany od 1990 z Papieską Akademią Teologiczną w Krakowie, przekształconą w 2009 w Uniwersytet Papieski Jana Pawła II. Na uczelni tej objął kierownictwo Katedry Archiwistyki i Nauk Pomocniczych na Wydziale Historii i Dziedzictwa Kulturowego. Prowadził również wykłady na Uniwersytecie Śląskim w Katowicach. W 2006 podjął pracę w Oddziałowym Biurze Edukacji Publicznej Instytutu Pamięci Narodowej w Krakowie (na stanowisku głównego specjalisty).
Został członkiem Polskiego Towarzystwa Historycznego, Stowarzyszenia Archiwistów Polskich, Stowarzyszenia Archiwistów Kościelnych (w latach 2008–2012 był jego prezesem) oraz Polskiego Towarzystwa Teologicznego, w którym pełnił funkcję wiceprezesa (1996–2008) i kierował sekcją historyczną. Został wiceprzewodniczącym Komisji Historycznej PAN – Oddział w Katowicach. W 2016 powołany do Rady Narodowego Programu Rozwoju Humanistyki oraz do Zespołu do Spraw Nagród w Kancelarii Prezesa Rady Ministrów.
W przedterminowych wyborach prezydenckich w 2010 poparł kandydaturę Jarosława Kaczyńskiego.
Od 1990 pełni funkcję archiwariusza Prowincji Krakowskiej Zakonu Braci Mniejszych Kapucynów, de facto kierownika Archiwum Krakowskiej Prowincji Kapucynów w Krakowie.
23 czerwca 2016 Sejm powołał go na członka Kolegium IPN. Zasiadał w tym gremium do czerwca 2023.
Specjalizuje się w archiwistyce i historii najnowszej. Zajmuje się także zagadnieniami związanymi z krajobrazem kulturowym oraz naukami pomocniczymi historii. Opublikował ponad 30 monografii i ok. 190 artykułów naukowych. Jego praca pt. Zakony pod presją bezpieki. Aparat bezpieczeństwa wobec wspólnot zakonnych na terenie województwa krakowskiego 1944–1975 (Kraków 2009) została nominowana do konkursu Książka Historyczna Roku w kategorii „najlepsza książka naukowa poświęcona dziejom Polski i Polaków w okresie XX wieku”. W 2007 otrzymał nagrodę Prezesa IPN za działalność naukową.
W 2017 został odznaczony Krzyżem Oficerskim Orderu Odrodzenia Polski, a w 2023 wyróżniony medalem „Pro Patria”.